# Nazionale maschile di rugby a 7 del Brasile
La nazionale di rugby a 7 del Brasile è la selezione che rappresenta il Brasile a livello internazionale nel rugby a 7.
Prende parte alle World Rugby Sevens Challenger Series e finora il Brasile non è mai riuscito a qualificarsi ad alcuna edizione della Coppa del Mondo. Disputa i Giochi panamericani e quelli sudamericani fin dalla prima introduzione del rugby a 7 nel loro programma.
In qualità di Paese organizzatore si è guadagnato l'accesso automatico al primo torneo olimpico di rugby a 7 che è stato disputato durante i Giochi di Rio de Janeiro 2016 classificandosi all'ultimo posto.

## Partecipazioni ai principali tornei internazionali
- 2016: 12º posto

- 2011: 7º posto
- 2015: 6º posto
- 2019: 4º posto

- 2014: 4º posto
- 2018: 4º posto